# Senza Tregua (Renato Zero)
Senza Tregua è una tournée del cantautore italiano Renato Zero.
È il primo tour che l'artista romano terrà insieme a una band diretta da Piero Pintucci.
Il debutto ufficiale è il 3 luglio 1980 allo stadio Dall'Ara di Bologna davanti a circa 35.000 spettatori. Per tutta la stagione estiva il tour proseguirà per i principali stadi Italiani. La prima parte si concluderà in un doppio concerto il 30 settembre e il 1º ottobre al teatro tenda Bussoladomani, in occasione del compleanno di Renato Zero.
La seconda parte del tour verrà tenuta sotto il tendone Zerolandia e Renato potrà finalmente esibirsi a Roma (in estate gli era stato negato sia lo Stadio Flaminio, che lo Stadio Olimpico) dal 22 dicembre al 3 gennaio. Il 5 e il 6 gennaio invece la tenda verrà montata a Torino. Fu proprio durante il periodo invernale che venne registrato il primo live del cantautore romano, Icaro.
Il tour registrerà circa 700.000 spettatori complessivi.

## Date
| Giorno         | Città              | Luogo               |
| -------------- | ------------------ | ------------------- |
| 3 luglio 1980  | Bologna            | Stadio comunale     |
| 5 luglio 1980  | Cesena             |                     |
| 7 luglio 1980  | Milano             | Velodromo Vigorelli |
| 9 luglio 1980  | Torino             |                     |
| 11 luglio 1980 | Brescia            |                     |
| 13 luglio 1980 | Savona             |                     |
| 15 luglio 1980 | Firenze            |                     |
| 19 luglio 1980 | Napoli             | Stadio San Paolo    |
| 22 luglio 1980 | Catania            |                     |
| 24 luglio 1980 | Palermo            |                     |
| 30 luglio 1980 | Bari               |                     |
| 2 agosto 1980  | Pescara            |                     |
| 4 agosto 1980  | Civitanova Marche  |                     |
| 8 agosto 1980  | Rimini             |                     |
| 9 agosto 1980  | Jesolo             |                     |
| 11 agosto 1980 | Lignano Sabbiadoro |                     |
| 13 agosto 1980 | Ravenna            |                     |
| 15 agosto 1980 | Sanremo            | Stadio comunale     |
| 16 agosto 1980 | Viareggio          |                     |

### Date annullate
| Giorno        | Città           | Note                                                                           |
| ------------- | --------------- | ------------------------------------------------------------------------------ |
| luglio 1980   | Reggio Calabria | annullata per problemi tecnici                                                 |
| luglio 1980   | Taranto         | annullata per problemi tecnici                                                 |
| 6 agosto 1980 | Pesaro          | posticipata in segno di lutto in seguito alla strage di Bologna, poi annullata |

## Scaletta
1. Intro - Il carrozzone
2. Niente trucco stasera
3. Inventi
4. Madame
5. Qualcuno mi renda l'anima
6. La favola mia
7. Sesso o esse
8. Non sparare!
9. Profumi, balocchi e maritozzi
10. Santa Giovanna
11. Potrebbe essere Dio
12. Svegliati
13. Un uomo da bruciare
14. Una sedia a ruote
15. Fortuna
16. Buon Natale
17. Amico
18. Il cielo